# دریاچه یاریش‌لی
دریاچه یاریش‌لی (ترکی استانبولی: Yarışlı Gölü) یک دریاچه در استان بوردور کشور ترکیه است.